# REP International
REP International est une entreprise industrielle fondée par le pionnier de l'aviation Robert Esnault-Pelterie. Elle est aujourd'hui spécialisée dans la production de presses à injecter le caoutchouc.
L'entreprise aujourd'hui basée à Corbas, dans la métropole de Lyon, réalise 92 % de son chiffre d'affaires à l'export et son principal débouché est l'industrie automobile. 